# Résolution 1997 du Conseil de sécurité des Nations unies
Membres permanents
- Chine
- États-Unis
- France
- Royaume-Uni
- Russie

Membres non permanents
- Afrique du Sud
- Allemagne
- Bosnie-Herzégovine
- Brésil
- Colombie
- Gabon
- Inde
- Liban
- Nigéria
- Portugal

Résolution no 1996 Résolution no 1998
La résolution 1997 du Conseil de sécurité des Nations unies fut adoptée à l'unanimité le 11 juillet 2011. Après avoir rappelé les résolutions 1590 (en) (2005), 1627 (en) (2005), 1663 (en) (2006), 1706 (en) (2006), 1709 (en) (2006), 1714 (en) (2006), 1755 (en) (2007), 1812 (2008), 1870 (en) (2009), 1919 (en) (2010) et 1978 (en) (2011) sur la situation au Soudan, le Conseil a autorisé le retrait de la Mission des Nations unies au Soudan (MINUS) avant le 31 août 2011.
La résolution a été adoptée au milieu des réserves de certains pays, dont la France, l'Allemagne, le Royaume-Uni et les États-Unis, selon lesquelles les tensions entre le Soudan et le Soudan du Sud nécessitaient que l'opération de la MINUS reste dans la région.

## Résolution

### Observations
Le Conseil de sécurité a pris note d'une demande du ministère soudanais des Affaires étrangères notifiant la demande du gouvernement de mettre fin à la MINUS le 9 juillet 2011, le jour où le Soudan du Sud deviendrait indépendant du Soudan.

### Actes
Le Conseil a autorisé le retrait de la MINUS à partir du 11 juillet 2011, invitant en outre le secrétaire général Ban Ki-moon à achever le retrait de tout le personnel de la MINUS d'ici le 31 août 2011. L'ensemble du personnel et du matériel serait transféré de la MINUS à la Force intérimaire de sécurité des Nations unies pour Abiyé (FISNUA) et à la Mission des Nations unies au Soudan du Sud (MINUSS) dans le cadre d'une « transition en douceur ».
Entre-temps, le Conseil a exhorté le gouvernement du Soudan à respecter tous les aspects de l'accord sur le statut des forces signé en décembre 2005 et à garantir la pleine liberté de circulation du personnel et du matériel des Nations unies. Enfin, le Secrétaire général a également été prié de présenter au Conseil de sécurité des options concernant les dispositions de sécurité dans les États du Nil Bleu et du Kordofan du Sud.